# Gert van Mervelt
Gert van Mervelt, auch Merveldt oder Merfeld bzw. Merfeldt (wirksam ab 1539; † 16. Oktober 1558 in Flensburg) war ein norddeutscher Stück- und Glockengießer der Frührenaissance.

## Leben
Über die Herkunft von Gert van Mervelt ist wenig bekannt. Der Name legt eine westfälische Familienherkunft nahe, diese ist jedoch in der Literatur nicht belegt. Gert van Mervelt war überwiegend in Flensburg aber auch in Kopenhagen tätig. 1539 goss er eine Glocke für die Petrikirche in Hamburg und 1541 goss er eine Glocke für die Kirche von Stepping im heutigen Nordschleswig, die sich nach Theodor Hach durch „prächtiges Renaissanceornament“ mit in Akanthusranken spielendem Waldteufel auszeichnete. Im Jahr 1546, dem Jahr, für das in Lübeck erstmals das Ratsgießhaus auf der Lastadie belegt ist, wurde er in Lübeck als Glockengießer der Pulsglocke in der Marienkirche tätig und schuf bei dieser Gelegenheit auch zwei Geschütze für die Stadt, die zwar nicht erhalten sind, aber deren Weiterverkauf durch die Stadt im Jahr 1770 in einer alten Aufstellung urkundlich belegt ist. Die 6630,5 kg schwere Pulsglocke in Marien stürzte 1632 beim Läuten ab; sie wurde 1646 durch den Lübecker Ratsgießer Anton Wiese und kurz darauf 1668 durch den Lübecker Ratsgießer Albert Benningk jeweils neu gegossen.
1548 goss er, wohl wieder in Flensburg, eine Glocke für die Kirche von Oldenswort, Eiderstedt; aus dem Jahr 1554 sind Glocken für die Kirche in Ketting (erhalten) auf Alsen (heute Sønderborg Kommune) und für die Katharinenkirche Süderstapel (nicht erhalten) nachgewiesen.
In Dänemark werden Gert (Gerhardt) van Mervelt den Ældre fünf Glocken zugeordnet. Seit 1541 erhielt er königliche Aufträge, und 1557 materielle Unterstützung zum Wiederaufbau seines Gießhauses auf dem Kloster in Flensburg, das eingestürzt war. Sein Werkzeug so tom Bussengeten gehort erwarb ausweislich einer Urkunde des Jahres 1561 der seit 1548 in Lübeck nachweisbare Gießer Karsten Middeldorp von den Erben Mervelts. Hach schließt hieraus, dass Middeldorp vielleicht bei Mervelt als Geselle tätig gewesen sein könnte. Auch eine Mitarbeit oder Ausbildung des Flensburger Gießers Michel Dibler bei Mervelt wird vermutet.
Gert van Mervelt wurde in der Flensburger Nikolaikirche beigesetzt; sein Grab schmückte eine nicht erhaltene Messingplatte von 1562, auf der neben einer lateinischen Inschrift eine Glocke und eine Kanone zu sehen waren. Seine Witwe Rixe van Mervelt starb 1565. Zwei seiner Söhne, Gert (1547–1599) und Hinrich (Heinrich von Merfeldt, 1556–1612), wurden Bürgermeister in Flensburg. Beide waren als Kaufleute tätig.
Aus der Zeit von 1565 bis 1588 ist ein Gert van Mervelt den Yngre, bekannt, der ebenfalls in Flensburg und Kopenhagen tätig war und von dem elf Arbeiten in Dänemark bekannt sind.